# John Bashford
John Walter Bashford (ur. 23 stycznia 1854 w Walworth w Londynie, zm. 20 lutego 1926 w West Byfleet) – brytyjski strzelec, olimpijczyk. 
Brał udział w Letnich Igrzyskach Olimpijskich 1908 (Londyn); startował w trzech konkurencjach; najwyższe miejsce zajął w rundzie podwójnej do sylwetki jelenia – sklasyfikowano go na dziewiątym miejscu. Jednej z konkurencji nie ukończył.

## Wyniki olimpijskie
| Igrzyska | Konkurencja                          | Wynik       | Miejsce    | Źródło |
| -------- | ------------------------------------ | ----------- | ---------- | ------ |
| IO 1908  | Pistolet dowolny, 50 jardów          | 329 punktów | 42 (na 43) | [ 2 ]  |
| IO 1908  | Runda pojedyncza do sylwetki jelenia | 0 punktów   | DNF        | [ 3 ]  |
| IO 1908  | Runda podwójna do sylwetki jelenia   | 25 punktów  | 9 (na 15)  | [ 4 ]  |